# Сефстрём, Элеонора
Ульрика Элеонора Сефстрём (швед. Ulrika Eleonora Säfström; 9 октября 1770 — 9 июня 1857) — шведская театральная актриса, известная в своё время как великая драматическая звезда Стокгольма. Она играла преимущественно роли героинь, также были популярны оперетты с её участием.

## Биография
Элеонора Сефстрём родилась в Стокгольме (Швеция). Она была дочерью Йохана Фредрика Сефстрёма и Бриты Кристины Линдхольм, а также сестрой-близнецом Евы Сефстрём. Она и её сестра-близнец Ева были наняты в хор Королевской оперы в Стокгольме в 1785 году. В 1787 году она дебютировала в театре Стенборг. Современники отзывались о ней, как сказочной красавице с голосом, который «ласкал ухо», предполагалось, что она станет одним из «величайших украшений» театра. Сефстрём действительно добилась успеха, и в последующие годы она исполнила множество ведущих ролей, которые преимущественно получали хорошие отзывы. Она была названа «первой актрисой» театра и поставлена в один ряд с Лизеттой Стенберг как одна из двух ведущих дам театра.
Она сыграла Сюзанну в «Свадьбе Фигаро» на шведской премьере этой пьесы 20 декабря 1792 года. Сефстрём также исполнила главную роль в пьесе «Минна фон Барнхельм, или Солдатское счастье» Готхольда Эфраима Лессинга в 1793 году. Самыми известными же её ролями были заглавные в спектаклях «Нина» (1792) и «Аземия» (1793). В образе душевнобольной Нины её называли «неотразимо трогательной» и «одной из самых прекрасных актрис, когда-либо работавших в театре Стенборга».
В 1788 году в газете «Stockholmsposten» было опубликовано стихотворение, посвящённое ей. Считается, что его автором был шведский поэт и музыкант Карл Микаэль Бельман (1740—1795).
Сефстрём восхищалась королём Швеции Густавом III и присутствовала на балу-маскараде, где тот был убит в 1792 году.
В 1795 году она дебютировала в Королевском драматическом театре, с которым в 1796 году заключила контракт. У Сефстрём было несколько больших ролей с хорошими отзывами, но в Королевском театре конкуренция была гораздо выше, и она не смогла там стать звездой. Последний раз на сцене она выступила в 1802 году. Вскоре она была ранена в голову упавшей глыбой льда, что вызвало у неё «нервное заболевание». После того, как она поправилась в 1806 году, её уволили и отказали в пенсии. В 1807 году она переехала к своей замужней сестре-близнецу в Истад, где основала школу.

## Личная жизнь
В возрасте 17 лет Сефстрём должна была быть помолвлена с графом Ф. Поссе, который умер молодым. Его письма были похоронены вместе с ней по её просьбе. Сефстрём умерла незамужней в 1857 году в Истаде.